# 클락 스틸
클락 스틸(일본어: クラーク・スティル, 영어: Clark Still 클라크 스틸[*])은 일본 회사 SNK의 가상 비디오 게임 인물이다. 1986년 발매된 아케이드 런 앤 건 게임 《이카리 워리어즈》에서 랄프 존스과 함께 등장했으며, 이후 1994년에 출시된 크로스오버 격투 게임 《더 킹 오브 파이터즈 '94》를 시작으로 《더 킹 오브 파이터즈》의 출연진으로 활동한다.
첫 출연작 《이카리 워리어즈》에서는 액션 영화 《람보》에서 영향을 받은 모습을 하고 있었으나, 《더 킹 오브 파이터즈》에서는 선글라스를 쓴 군인 모습으로 등장한 후 현재까지 디자인이 이어지고 있다.
초창기에는 방탄조끼와 청바지 차림이었으나 KOF 99 이후로는 군복으로 변경되었다.